# Retrophyllum
Retrophyllum es un género de plantas perteneciente a la familia Podocarpaceae, que comprende 5 especies que se distribuyen por el hemisferio sur

## Descripción
Todas las especies de este género pertenecían al género Nageia antes de ser separados y agrupados por Christopher Nigel Page en el género Retrophyllum.
Este tipo es de 20 pares cromosómicos, que lo distingue del género Afrocarpus - 24 pares - y en parte del género Nageia - 20 o 26 o 29 pares.

## Fósiles
Los brotes de Retrophyllum tienen una morfología característica en la que las hojas son opuestas, y torcidas de tal manera que la superficie abaxial de una hoja está arriba, y en la otra está abajo. Esta característica, sumada a una morfología epidérmica distintiva significa que bien conservados ejemplares pueden ser fácilmente identificados en el registro fósil. El registro fósil muestra que Retophyllum estuvo presente en el Cenozoico de Australia (Hill y Polo 1992) y Nueva Zelanda (Polo 1992, 1997). Se extinguieron en ambos lugares.

## Especies
- Retrophyllum comptonii
- Retrophyllum minor
- Retrophyllum piresii
- Retrophyllum rospigliosii
- Retrophyllum vitiense